# Prvenstvo Brodskog nogometnog podsaveza 1967./68.
Prvenstvo Brodskog nogometnog podsaveza, također i kao Podsavezna nogometna liga Slavonski Brod, Liga Nogometnog podsaveza Slavonski Brod, je bila liga četvrtog stupnja nogometnog prvenstva Jugoslavije u sezoni 1967./68. 
 
Sudjelovalo je 12 klubova, a prvak je bio "Amater" iz Slavonskog Broda. 
 
U ligi su također sudjelovali i klubovi s područja Bosanskog Broda u Bosni i Hercegovini. 

## Ljestvica
| mj. | klub                        | ut. | pob. | ner. | por. | gol+ | gol- | bod     |
| --- | --------------------------- | --- | ---- | ---- | ---- | ---- | ---- | ------- |
| 1.  | Amater Slavonski Brod       | 22  | 14   | 4    | 4    | 52   | 27   | 32      |
| 2.  | Ukrina Novo Selo            | 22  | 12   | 3    | 7    | 49   | 42   | 27      |
| 3.  | Premium Sijekovac           | 22  | 11   | 3    | 8    | 45   | 43   | 25      |
| 4.  | Mladost Sibinj              | 22  | 8    | 7    | 7    | 39   | 34   | 23      |
| 5.  | Radnik Oriovac              | 22  | 10   | 3    | 9    | 40   | 46   | 23      |
| 6.  | Mladost Kričanovo           | 22  | 10   | 2    | 10   | 52   | 55   | 22      |
| 7.  | Graničar Brodski Varoš      | 22  | 7    | 6    | 9    | 34   | 37   | 20      |
| 8.  | Trgovački Slavonski Brod    | 22  | 10   | 3    | 9    | 40   | 33   | 19 (-4) |
| 9.  | Vinogorac Brodsko Vinogorje | 22  | 6    | 7    | 9    | 39   | 40   | 19      |
| 10. | Budućnost Donji Andrijevci  | 22  | 7    | 4    | 11   | 37   | 49   | 18      |
| 11. | Šokadija Strizivojna        | 22  | 7    | 3    | 12   | 41   | 53   | 17      |
| 12. | Željezničar Bosanski Brod   | 22  | 6    | 6    | 10   | 49   | 58   | 16 (-2) |

- "Ukrina" Novo Selo, "Premium" Sijekovac, "Mladost" Kričanovo i "Željezničar" Bosanski Brod – klubovi iz Bosne i Hercegovine
- Brodsko Vinogorje – danas dio Slavonskog Broda

## Rezultatska križaljka
| kratica | klub                        | AMA | BUD | GRA | MLAK | MLAS | PRE | RAD | ŠOK | TRG | UKR | VIN | ŽELJ |
| --- | --------------------------- | --- | --- | --- | ---- | ---- | --- | --- | --- | --- | --- | --- | ---- |
| AMA | Amater Slavonski Brod       |     |     |     |      |      |     |     |     |     |     |     |      |
| BUD | Budućnost Donji Andrijevci  |     |     |     |      |      |     |     |     |     |     |     |      |
| GRA | Graničar Brodski Varoš      |     |     |     |      |      |     |     |     |     |     |     |      |
| MLAK | Mladost Kričanovo           |     |     |     |      |      |     |     |     |     |     |     |      |
| MLAS | Mladost Sibinj              |     |     |     |      |      |     |     |     |     |     |     |      |
| PRE | Premium Sijekovac           |     |     |     |      |      |     |     |     |     |     |     |      |
| RAD | Radnik Oriovac              |     |     |     |      |      |     |     |     |     |     |     |      |
| ŠOK | Šokadija Strizivojna        |     |     |     |      |      |     |     |     |     |     |     |      |
| TRG | Trgovački Slavonski Brod    |     |     |     |      |      |     |     |     |     |     |     |      |
| UKR | Ukrina Novo Selo            |     |     |     |      |      |     |     |     |     |     |     |      |
| VIN | Vinogorac Brodsko Vinogorje |     |     |     |      |      |     |     |     |     |     |     |      |
| ŽELJ | Željezničar Bosanski Brod   |     |     |     |      |      |     |     |     |     |     |     |      |
| |                             |     |     |     |      |      |     |     |     |     |     |     |      |
| podebljan rezultat - utakmice od 1. do 11. kola (1. utakmica između klubova) rezultat normalne debljine - utakmice od 12. do 22. kola (2. utakmica između klubova) rezultat nakošen - nije vidljiv redoslijed odigravanja međusobnih utakmica iz dostupnih izvora rezultat smanjen * - iz dostupnih izvora nije uočljiv domaćin susreta prekrižen rezultat - poništena ili brisana utakmica p - utakmica prekinuta 3:0 p.f. / 0:3 p.f. - rezultat 3:0 bez borbe |                             |     |     |     |      |      |     |     |     |     |     |     |      |

 Izvori:

## Unutrašnje poveznice
- Slavonska zona 1967./68.